# Masacre de Kantō
La masacre de Kantō fue un asesinato en masa que el ejército, la policía y los vigilantes japoneses cometieron contra los residentes coreanos de la región de Kantō, Japón, inmediatamente después del gran terremoto de 1923. La masacre también se conoce como la Masacre de los coreanos en 1923.
La masacre ocurrió durante un período de tres semanas a partir del 1 de septiembre de 1923, el día en que un terremoto masivo azotó la región de Kantō. Durante este período, los soldados del ejército imperial japonés, la policía y los vigilantes asesinaron a unos 6.000 coreanos y socialistas japoneses.

## Antecedentes
La región de Kantō de Tokio fue devastada por el gran terremoto de Kantō, y el orden público y social estaba en crisis. En medio de esto, el Ministerio del Interior proclamó la ley marcial e instruyó a las estaciones de policía locales a hacer todo lo posible para mantener la seguridad local. En ese momento, el Ministerio del Interior le dijo a cada estación de policía: “Hay un grupo de personas que quieren aprovechar los desastres. Tenga cuidado porque los coreanos están planeando acciones terroristas y el robo por incendio provocado y bombas”. El informe se imprimió en algunos periódicos sin verificar los hechos, y se volvieron a publicar rumores cada vez más radicales en varios periódicos como The Asahi Shimbun y Yomiuri Shimbun. En el momento en que se cortó el suministro de agua debido al terremoto, y con la mayoría de las personas que vivían en edificios de madera, los rumores de incendio provocó una intensa hostilidad contra los coreanos y chinos étnicos.

## La masacre
Como resultado, los ciudadanos japoneses se organizaron en bandas de vigilantes y llevaron a cabo investigaciones sobre las personas, y si se descubría que las personas a las que interrogaban eran coreanas o chinas, las asesinaban brutalmente. Los vigilantes estaban armados con lanzas de bambú, palos, espadas japonesas, y algunos de ellos estaban armados con armas de fuego. Las personas que vestían ropa coreana o china fueron asesinadas de inmediato, junto con miembros de grupos minoritarios como los Ryukyu, cuyos dialectos hablados eran difíciles de entender para otros japoneses y extranjeros. Coreanos, chinos y Ryukyu vestían ropa japonesa para ocultar sus identidades. También trataron de pronunciar correctamente términos como "十五円" y "五十銭" (15 yenes y 50 jeon), que consistían en pronunciaciones largas, pero sus intentos de pronunciarlos correctamente fallaron. Durante ese tiempo, no solo los coreanos sino también los chinos, los Ryukyu y los extranjeros se vieron obligados a llamarse a sí mismos coreanos. Como resultado, los periodistas extranjeros que llegaron a Tokio fueron confundidos con coreanos y asesinados debido a las diferencias en sus pronunciaciones. Algunos coreanos buscaron seguridad en las estaciones de policía para escapar de la masacre, pero en algunas áreas los vigilantes irrumpieron en las estaciones de policía y los sacaron. La llegada de extranjeros y otras personas a Tokio significó la muerte. Según los informes, la policía documentó los asesinatos o los respondió pasivamente. Por el contrario, algunos miembros de grupos criminales, como los Yakuza, que aceptaron a los coreanos como miembros del gobierno coreano, ocultaron a los coreanos. Junto con la masacre de los coreanos, los activistas fueron masacrados simultáneamente, principalmente izquierdistas, que fueron registrados en los archivos policiales como socialistas, anarquistas, activistas de derechos humanos y activistas antigubernamentales.

## Tolerancia de la masacre
Las autoridades de seguridad ya sabían que no había "disturbios coreanos" como se rumoreaba, pero habían visitado y alentado a los vigilantes en nombre del caos y la recuperación del orden. Sin embargo, cuando los vigilantes excedieron los límites y amenazaron al poder público, intervinieron, pero solo después de que muchos coreanos fueron asesinados.
Los vigilantes no eligieron hombres y mujeres de ninguna edad, y muchos de ellos fueron enterrados. Cuando la masacre alcanzó su apogeo, los ríos Sumidagawa y Arakawa que fluyeron a través de Tokio estaban manchados de sangre. El gobierno japonés finalmente hizo público la ocurrencia de la masacre, pero restó importancia al número de víctimas. Algunos vigilantes fueron investigados, pero fue solo una medida formal, y no hubo ninguna persona u organización con responsabilidad judicial o moral por la masacre.